# Công viên cảnh quan Szczebrzeszyn
Công viên cảnh quan Szczebrzeszyn (tiếng Ba Lan: Szczebrzeszyński Park Krajobrazowy) là một khu vực được bảo vệ (Công viên cảnh quan) ở Lublin Voivodeship ở miền đông Ba Lan, được tạo ra để bảo vệ các giá trị tự nhiên, văn hóa và lịch sử của vùng Roztocze. Hầu như toàn bộ khu vực của Công viên nằm ở phía đông của khu vực Tây Roztocze với thung lũng sông Gorajec và các phần của thung lũng sông Wieprz và Por trong lãnh thổ của nó.

## Tính năng đặc trưng
Công viên được thành lập vào năm 1991. Nó có diện tích 202,09 kilômét vuông (78,03 dặm vuông Anh). Đặc điểm đặc trưng của nó là vô số khe núi hoàng thổ làm phong phú cảnh quan địa phương đầy những cánh đồng và rừng. Điều đáng quan tâm là khu vực ẩm ướt của than bùn được gọi là Bagno Talandy nơi sông Gorajec có nguồn và suối đẹp như tranh vẽ ở Trzęsiny, Radecznica, Zaporze, Szczebrzeszyn, Czarnystok và Latyczyn.

## Thảm thực vật và động vật hoang dã
Thảm thực vật của công viên rất đa dạng. Điều quý giá nhất là những khu rừng nằm rải rác trên khắp khu vực có nhiều cây sồi Carpathian bao phủ sườn đồi và khe núi sâu. Rừng Cetnar nằm gần làng Kawęczynek là một trong những nơi có giá trị nhất. Có 10 di tích thiên nhiên và đặc biệt đáng chú ý là một chiếc khế nhỏ có chu vi là 920 cm phát triển ở Szperòwka. Công viên rất phong phú về các loài thực vật và động vật được bảo vệ.

## Điểm quan tâm
Cảnh quan đa dạng của Công viên có thể được chiêm ngưỡng từ nhiều điểm thuận lợi, trong đó tốt nhất là đoạn Szperòwka-Dzielce của quốc lộ mới được xây dựng. Ngoài ra di tích kiến trúc địa phương xứng đáng đề nghị. Thú vị nhất là: Nhà thờ Benedictine Baroque, một tu viện và công viên ở Radecznica, các tòa nhà và tàn tích của nhà thờ cũ ở Mokrelipie, nhà thờ giáo xứ và hậu Franciscan, nhà thờ Chính thống giáo và giáo đường Do Thái ở Szczebrzeszyn.